# Anton Tkáč
Anton Tkáč (* 30. März 1951 in Lozorno; † 22. Dezember 2022 in Bratislava, Slowakei) war ein tschechoslowakischer Radrennfahrer, der ausschließlich als Bahnradfahrer erfolgreich war.

## Sportliche Laufbahn
Er begann mit dem Sport als 13-Jähriger zunächst mit der Leichtathletik, wechselte dann mit 17 Jahren zum Radsport. Tkáč wurde 1970 Dritter bei den Bahn-Radweltmeisterschaften im 1000-Meter-Zeitfahren und 1974 Weltmeister im Bahnsprint.
Er war Teilnehmer der Olympischen Sommerspiele 1972 in München und bestritt die Mannschaftsverfolgung. Das Team mit Zdeněk Dohnal, Jiří Mikšík, Anton Tkáč und Milan Zyka schied in der Qualifikation aus.
Bei den Olympischen Sommerspielen 1976 in Montreal schlug er im Finale des Bahnsprint-Turniers den Olympiasieger von 1968 und 1972, den Franzosen Daniel Morelon, und gewann die Goldmedaille im Sprint. 1977 gewann er den renommierten Grand Prix Framar in Tschechien. 1978 wurde Tkáč nochmals Weltmeister im Bahnsprint, im Finale gewann er gegen Emmanuel Raasch aus der DDR. Bei seiner nach 1972 und 1976 dritten Olympiateilnahme 1980 in Moskau belegte er im Sprint den vierten Platz. Den Grand Prix Kopenhagen gewann er 1977 und 1978. Bei den SKDA-Meisterschaften im Radsport 1979 gewann er den Sprint. Während seiner Karriere startete Tkáč für Slovan Bratislava und für Dukla Trenčín.

## Berufliches
Tkáč war Funktionär im slowakischen Radsportverband. Ursprünglich hatte er eine Ausbildung zum Maschinentechniker absolviert.

## Ehrungen
Anton Tkáč wurde 1974, 1976 und 1978 Gewinner der jährlichen Umfrage zum Král cyklistiky (Radsportkönig) des Radsportverbandes Československý svaz cyklistiky. Tkáč war 1976 und 1978 in der Tschechoslowakei Sportler des Jahres.

## Familiäres
Anton Tkáč hatte einen Bruder – Miroslav –, der als 17-Jähriger zwei Meistertitel auf der Bahn gewann.